# 東京ディズニーランドで終了したエンターテイメントの一覧
東京ディズニーランドで終了したエンターテイメントの一覧（とうきょうディズニーランドでしゅうりょうしたエンターテイメントのいちらん）は、これまでに東京ディズニーランドで実施されてきたレギュラーショーや常演パレードの一覧である。
現在公演されているショーやパレードの一覧については、東京ディズニーランドのエンターテイメントの一覧を参照のこと。
スペシャルイベントに関するエンターテイメントについては東京ディズニーランドのスペシャルイベントの一覧を参照のこと。スペシャルイベントを契機に開始されたエンターテイメントで、イベント終了後も常演された物は本稿で取り扱う。

## アドベンチャーランド

### アドベンチャーランド・ステージ
シアターオーリンズにリニューアルされ現存しない。
- ロード・トゥー・アドベンチャー　1983年4月15日 - 1984年10月[1]
- アドベンチャーランドレビュー 1984年11月29日 - 1993年2月[2]
- セバスチャンのカリビアンカーニバル 1993年3月12日 - 1996年4月[3]
- フィエスタ・トロピカール 1996年4月26日 - 2000年2月29日

### シアターオーリンズ
- ミッキーのアドベンチャーランド・マルディグラ 2001年3月23日 - 2004年4月4日
- ミニー・オー!ミニー 2004年4月15日 - 2018年3月19日

### ポリネシアンテラスレストラン・ステージ
- ポリネシアン・レビュー（ディナーショー）1983年4月15日 - 1986年8月[1]
- ミッキーのトロピカルクルーズ（ディナーショー）1986年9月 - 1990年2月[4]
- アロハ！ミッキー（ランチショー）1990年3月16日 - 1993年3月[5]
- ミッキーのゴールド・アイランド（ディナーショー）1990年3月16日 - 不明
- ホリデー・イン・ハワイ（ディナーショー）1993年3月12日 - 不明
- ミッキーのサンセット・ルアウ（ディナーショー）1995年3月10日 - 不明
- ミッキーとミニーのポリネシアン・パラダイス（ディナーショー）1998年2月28日 - 2016年1月4日
- リロのルアウ&ファン（ランチショー）2005年2月21日 - 2020年3月31日

## ウエスタンランド

### ザ・ダイヤモンドホースシュー
- ダイヤモンド・ホースシュー・レビュー（ランチショー）1983年4月15日 - 2001年5月23日
- フープ・ディー・ドゥー・レビュー（ディナーショー）1983年4月15日 - 2001年5月23日
- スルーフットスーのダイニング＆ファン（ランチショー）2001年6月 - 2005年1月31日
- ペコス・グーフィーのフロンティアレビュー（ディナーショー）2001年6月1日 - 2013年1月6日

### プラザパビリオン・バンドスタンド
- スウィング＆シング 1984年1月 - 1998年12月25日
- プラザ・ストンプ 1989年1月 - 1990年12月
- プラザ・プレイタイム 1991年3月 - 不明
- ファンダフル・ワンダフル・フレンズ 1995年3月25日 - 1997年4月9日
- ジャズ・マジック・バンドスタンド 1997年4月26日 - 12月25日
- ムーンライト・メモリー 1997年4月26日 - 12月25日
- スウィング＆シング'98 1998年4月15日 - 12月25日
- スーパードゥーパー・ジャンピンタイム 2005年9月12日 - 2018年7月8日

### ラッキーナゲット・ステージ
2015年8月31日のラッキーナゲット・カフェ閉店に伴い、ステージも閉鎖された。
- ラッキーナゲット・スタンピード 1991年3月 - 不明
- サンシャイン・カウボーイズ 1993年4月2日 - 不明
- キッキン・カントリー 1997年4月15日 - 2000年4月6日
- ゴールドタウンフォーリーズ 2000年4月22日 - 2001年3月22日
- ハッピーハロウィーン・アミーゴス！ 2014年9月8日 - 10月31日

### ウエスタンランド・ダイニングエリア付近
- トラベリング・メディスン・ショー 1985年6月17日 - 1991年3月11日

## ファンタジーランド

### スモールワールド・ステージ
アトラクション「イッツ・ア・スモールワールド」の前にあったが現在は噴水とトピアリーになっており現存しない。
- キッズ・オブ・ザ・キングダム 1983年4月15日 - 1984年7月
- 東京ディズニーランド・イズ・ユア・ランド 1984年8月 - 1988年3月
- レッツ・ビー・フレンズ 1988年4月 - 1989年6月
- イッツ・ア・ミュージカルワールド 1989年6月30日 - 1993年7月
- ミッキーマウス・クラブ 1993年10月1日 - 1996年1月8日
  - 途中休止あり。1995年1月15日 - 1995年3月19日は、アリスのワンダーランドテイルズを公演。

### シンデレラ城
- キャッスル・ハプニング 1985年6月21日 - 1991年3月11日
- シンデレラブレーション 1991年4月28日 - 1993年4月5日
- ワンス・アポン・ア・タイム 2014年5月29日 - 2017年11月6日

## トゥーンタウン

### トゥーンタウン・パレードルート
- ロジャーラビットのトゥーンタウンアワー 1997年4月15日 - 1999年3月19日
- ドナルドのダッキー・キッズ 1999年4月 - 2001年3月

## トゥモローランド

### トゥモローランドテラス・ステージ
- ディスコ・ディズニー
- ロジャーラビットのダンシン・タイムワープ 1992年3月13日 - 不明
- トイ・ストーリー・ファン・パーティ 1996年4月29日 - 不明
- ホット・ワックス・トラックス 1997年4月15日 - 1998年4月11日
- コズミック・カーニバル→コズミック・クルージング 1998年4月15日 - 2000年12月31日

### ショーベース2000
現在はショーベースに改称。
- ワン・マンズ・ドリーム 1988年4月15日 - 1995年9月3日
- フィール・ザ・マジック 1995年10月2日 - 1999年6月14日

### ショーベース
- ワンス・アポン・ア・マウス 1999年7月19日 - 2004年5月23日
- ワンマンズ・ドリームII -ザ・マジック・リブズ・オン- 2004年7月3日 - 2019年12月13日
- イッツ・ベリー・ミニー 2020年1月10日-2月28日

## パークワイド

### パレードルート

#### 昼のパレード
- 東京ディズニーランド・パレード 1983年4月16日 - 1988年3月
- ディズニー・クラシックス・オン・パレード 1988年4月15日 - 1991年4月
- ディズニー・パーティグラ・パレード 1991年4月15日 - 1993年4月7日
- ディズニー・ファンタジー・オン・パレード 1993年4月8日 - 1998年4月8日
- ディズニー・カーニバル 1998年4月15日 - 1999年11月4日
- ディズニー・ミレニアム・カーニバル 1999年12月26日 - 2000年4月8日
- ディズニー・オン・パレード/100イヤーズ・オブ・マジック 2000年4月12日 - 2003年1月21日
- ディズニー・ドリームス・オン・パレード 2003年1月25日 - 2006年3月30日
- ディズニー・ドリームス・オン・パレード"ムービン・オン" 2006年3月31日 - 2008年4月7日
- ジュビレーション! 2008年4月15日 - 2013年4月5日
- ハピネス・イズ・ヒア 2013年4月15日 - 2018年4月9日
- ドリーミング・アップ! 2018年4月15日 - 2023年4月9日 新型コロナウイルスによる中断期間あり

#### 夜のパレード
- 東京ディズニーランド・エレクトリカルパレード 1985年3月9日 - 1995年6月21日　（1995年5月8日からはスペシャルバージョン「サヨナラ東京ディズニーランド・エレクトリカルパレード」として実施）
- ディズニー・ファンティリュージョン! 1995年7月21日 - 2001年5月15日

#### 悪天候時のパレード
- レイニーデイ・ファン 2001年 - 2009年4月14日

### キャッスルフォアコート

#### ジャンボリミッキー！
『ジャンボリミッキー！』（Jamboree Mickey!）はキッズ向けのダンスプログラムである。2019年10月14日 ー 2020年2月28日
公演情報
- 公演場所：キャッスル・フォアコート
- 公演時間：約25分
- 公演回数：1日1～2回

登場キャラクター
ミッキーマウス、ミニーマウス、ドナルドダック、デイジーダック、グーフィー、プルート

### 花火
- ファンタジー・イン・ザ・スカイ 1983年4月23日 - 1988年4月14日
- スターライト ファンタジー 1988年4月15日 - 1990年4月14日
- スターライト・ファンタジー ファンタジア'90 1990年4月15日 - 1992年4月14日
- ダンシング・スターライト・ファンタジー'92 1992年4月15日 - 1993年4月14日
- マジック・イン・ザ・スカイ 1993年4月15日 - 1994年4月11日
- スターダスト・ファンタジー 1994年4月15日 - 1996年4月14日
- ファンタジー・イン・ザ・スカイ 1996年4月15日 - 2003年7月12日（途中中断有り）
- スターライト・マジック 1998年7月17日 - 1999年8月31日
- ミレニアム・シンフォニー・イン・ザ・スカイ 1999年9月23日 - 2000年12月30日
- スターライト・マジック2000 2000年7月7日 - 8月31日
- ニューセンチュリー・イン・ザ・スカイ 2001年1月1日 - 2月11日
- ディズニーマジック・イン・ザ・スカイ 2003年7月20日 - 2008年4月14日
- ドリームス 2008年4月15日-2009年4月14日
- ディズニーマジック・イン・ザ・スカイ 2009年4月15日 - 2013年4月14日
- ハピネス・オン・ハイ 2013年4月15日 - 2018年4月14日
- スカイハイ・ウィッシュ 2016年4月15日 - 2017年3月17日
- ブランニュードリーム 2018年4月15日-2019年3月25日
- ディズニー・ライト・ザ・ナイト 2019年3月26日-2023年4月14日